# 北浜村 (三重県)
北浜村（きたはまむら）は三重県度会郡にあった村。現在の伊勢市の北西端、伊勢湾の沿岸にあたる。

## 地理
- 海洋：伊勢湾
- 河川：大堀川

## 歴史
- 1889年（明治22年）4月1日 - 町村制の施行により、有滝村・村松村・東大淀村・柏村・野村の区域をもって発足。
- 1955年（昭和30年）1月1日 - 宇治山田市に編入。同日北浜村廃止。宇治山田市は即日改称して伊勢市となる。

## 地域

### 教育
- 北浜村立北浜中学校
- 北浜村立北浜小学校
- 北浜村立東大淀小学校

## 交通

### 鉄道路線
旧村域を近鉄山田線が通過したが、駅は所在しなかった。明野駅が至近に所在。